# Францішек Буяк
Францішек Буяк (пол. Franciszek Bujak; псевд.: Без, Ліповскі, Лотни; 16 серпня 1875 — 21 березня 1953) — польський історик, економіст, соціолог. Доктор філософії (1899), член НТШ (1920), Чехословацької сільськогосподарської академії, Чехословацького наукового товариства, Слов'янського інституту в Празі (нині Чехія) та ін.

## Біографія
Народився в с. Машкєніце (Польща), у селянській родині. Закінчив гімназію в Бочні (1894). Вчився на факультеті історії і права Ягеллонського університету (1894—1900), з 1897 — асистент цього вишу; з 1905 — доцент кафедри історії Польщі. Вивчав право також у Лейпцигу, Римі, Генуї. 1901—1902 — співробітник Ягеллонської бібліотеки, до 1909 — Крайового архіву Кракова. 1909—1918 — надзвичайний професор, завідувач кафедри господарської і загальної історії Польщі Краківського університету; з 1917 — член-кореспондент, з 1922 — академік Польської АН. 1919—1921 — ординарний професор Варшавського університету; 1920—1941 — завідувач кафедри середньовічної господарської історії Львівського університету. 1926—1927 — голова наглядової ради Польського сільськогосподарського банку. 1932—1934 і 1936—1937 — голова Польського історичного товариства. Віце-президент (1936—1939) і почесний член (з 1948) Польського народознавчого товариства.
У студентські роки — учасник молодіжного руху. Під час Першої світової війни розробив проект сільськогосподарських реформ, 1918 та 1920 був міністром сільського господарства. З 1928 — куратор Союзу польської академічної молоді «Засів» («Posiew») у Львові, з 1929 — його почесний член. 1935 збудував у рідному селі Народний дім з бібліотекою. 1939 обраний до складу Ради секретаріату польських громадських організацій у Львові. Під час Другої світової війни брав участь у підпільному русі у Львові і Кракові. Від 1946 — професор сільськогосподарського факультету Краківського університету, завідував кафедри економіки кооперації, з 1948 — на пенсії.
Дослідник історії економіки Польщі доби середньовіччя і ХІХ-ХХ ст.; автор понад 400 наукових праць, один із головних творців польської економічної історії як окремої наукової дисципліни. У працях Буяка є багато матеріалів з історії західно-українських земель.